# Guttannen

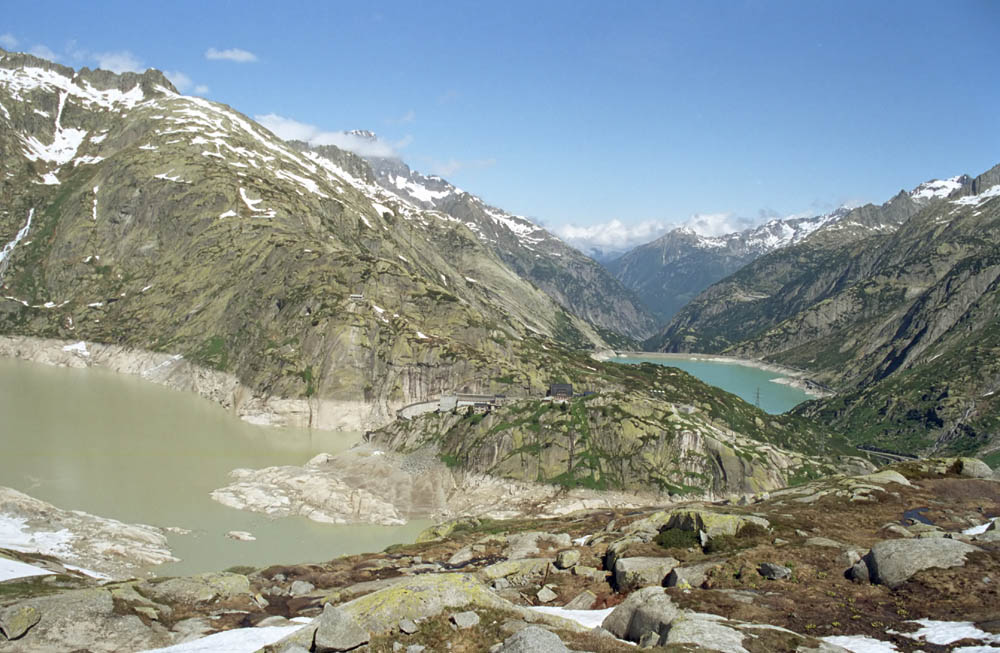
Hồ Grimsel, Grimsel Hospice, và hồ Räterichsboden nhìn từ đèo Grimsel

Guttannen là một đô thị ở huyện Oberhasli ở bang Bern ở Thụy Sĩ. Đô thị này có diện tích 200,7 km², dân số năm 2005 là 327 người.
Guttannen nằm ở Bernese Oberland gần đèo Grimsel. Đây là khu định cư ở nơi cao nhất Haslital. Cá đô thị giáp ranh theo chiều kim đồng hồ là: Innertkirchen, Gadmen, Oberwald, Obergesteln, Ulrichen, Münster-Geschinen, Fieschertal và Grindelwald.
Sông Aare chảy từ núi băng ở Guttannen. Có 4 hồ ở đô thị này: hồ Oberaar, hồ Grimsel, hồ Räterichsboden và hồ Gelmer. Ở phía tây là núi Schreckhorn, Lauteraarhorn và Finsteraarhorn. Guttannen cũng có các sông băng Finsteraar, sông băng Lauteraar, sông băng Unteraar, sông băng Grueben, và sông băng Bächli.

## Liên kết ngoài

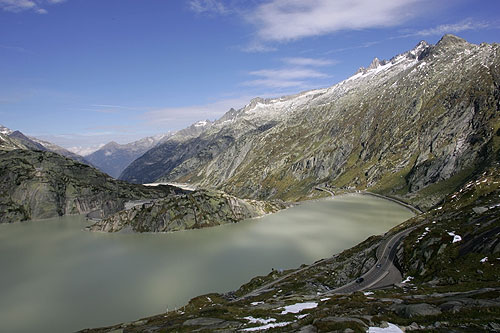
Hồ Grimsel.